# 下田文一
下田 文一（しもだ ぶんいち、1886年8月23日 - 1951年7月1日）は、日本の実業家。南洋拓殖社長。

## 人物・経歴
長野県下伊那郡竜丘村（現・飯田市）出身。1910年東京高等商業学校（現一橋大学）本科卒業。1912年同専攻部銀行科卒業。
1913年から1915年まで東亜同文書院教授を務め、三井物産入社後、同社台北支店長代理、本店業務課長、奉天出張所長等を経て、1936年南洋拓殖入社。
日満鋼材監査役、南洋開拓理事、南国企業社長等を歴任し、1940年南拓鳳梨社長。1944年南洋拓殖社長。

## 親族
妻の二三子は中山久四郎の長女。